# Srinagar
Pour la ville du même nom dans l'État de l'Uttarakhand, voir Srinagar (Uttarakhand).
Srinagar (en ourdou : سرینگر,/sriːnəɡər/) ou Sirinagar (en cachemiri سِریٖنَگَر/ سِری‌نَگَر,/siriːnaɡar/), du sanskrit shrî signifiant « sainte » ou « richesse abondante » et nagar signifiant « ville », est une ville du Nord-Ouest de l'Inde, capitale d'été du territoire de l'Union du Jammu-et-Cachemire, la capitale d'hiver étant Jammu.

## Géographie
Srinagar est située dans la vallée du Cachemire, à 1 585 mètres d'altitude, sur le lac Dhal formé par la rivière Jhelum et ses affluents.

## Climat
Srinagar bénéficie d'un climat bien plus frais que la majeure partie de l'Inde en raison de sa situation géographique. La ville occupe en effet l'extrémité nord de l'Inde et se trouve à une altitude élevée. Les hivers sont assez froids tandis que les étés sont chauds sans être torrides.
| Mois                              | jan. | fév. | mars | avril | mai  | juin | jui. | août | sep. | oct. | nov. | déc. | année |
| --------------------------------- | ---- | ---- | ---- | ----- | ---- | ---- | ---- | ---- | ---- | ---- | ---- | ---- | ----- |
| Température minimale moyenne (°C) | −2   | −0,7 | 3,4  | 7,9   | 10,8 | 14,9 | 18,1 | 17,5 | 12,1 | 5,8  | 0,9  | −1,5 | 7,3   |
| Température moyenne (°C)          | 2,5  | 3,8  | 8,8  | 14,2  | 17,7 | 22,3 | 24,1 | 23,5 | 19,8 | 14,1 | 8,1  | 3,4  | 13,5  |
| Température maximale moyenne (°C) | 7    | 8,2  | 14,1 | 20,5  | 24,5 | 29,6 | 30,1 | 29,6 | 27,4 | 22,4 | 15,1 | 8,2  | 19,7  |
| Précipitations (mm)               | 48   | 68   | 121  | 85    | 68   | 39   | 62   | 76   | 28   | 33   | 28   | 54   | 710   |

## Histoire
Srinagar aurait été fondée par Ashoka sous le nom de Meruvardhana-svâmin.
Profitant d'un climat tempéré, elle a de tous temps été un séjour apprécié loin de la touffeur plus méridionale de l'Inde, et son réseau de canaux l'a faite parfois surnommer la « Venise de l'Inde ». Longtemps destination touristique appréciée, les événements du Cachemire ont porté un coup fatal à sa fréquentation.
En 1990, la ville a été le théâtre de plusieurs massacres commis par les forces armées indiennes, le massacre de Gawkadal par exemple. Le 1er octobre 2001, un attentat suicide frappe le Parlement du Jammu-et-Cachemire à Srinagar, faisant 38 morts.

Automne sur le lac Dhal, aquarelle par Patty Aberigh-Mackay (ca. 1900). Coll. privée.

## Lieux et monuments
Srinagar est célèbre pour ses houseboats, des bateaux d'habitation à l'aménagement souvent luxueux, sur le lac Dhal, ainsi que pour la beauté de son architecture de bois tout à fait caractéristique.
On trouve à Srinagar de nombreux temples, mosquées, mausolées et jardins parmi lesquels :
- la Jama Masjid : grande mosquée construite en 1394 et rénovée au XVIIe siècle par Aurangzeb
- la Madani Masjid : mosquée construite par Zain ul-Abidîn
- la Shâh Hamada Masjid : mosquée du XVIIe siècle aux toits multiples
- le Roza Bal : temple rectangulaire peu élevé (date d'érection inconnue) où l'on peut voir la tombe de Yuz Asaf (saint musulman)
- le fort de Hari Parbat : fort construit, sur la colline du même nom, par l'empereur Akbar in 1590 et restauré par Shah Shuja en 1808,
- les jardins de Shalimar : jardins moghols créés par Jahângîr en 1619.

## Personnalités nées à Srinagar
- Lakshmanjoo (1907-1991), érudit de l'hindouisme indien y est né et mort.
- Roland Oliver (1923-2014), historien britannique.
- Joanna Lumley (1er mai 1946-), actrice et productrice britannique.
- Mirwaiz Umar Farooq (23 mars 1973-), actuel Mirwaiz (en) et leader séparatiste du Cachemire.
- Bhajan Sopori (1948-2022), musicien indien du Cachemire.

## Galerie

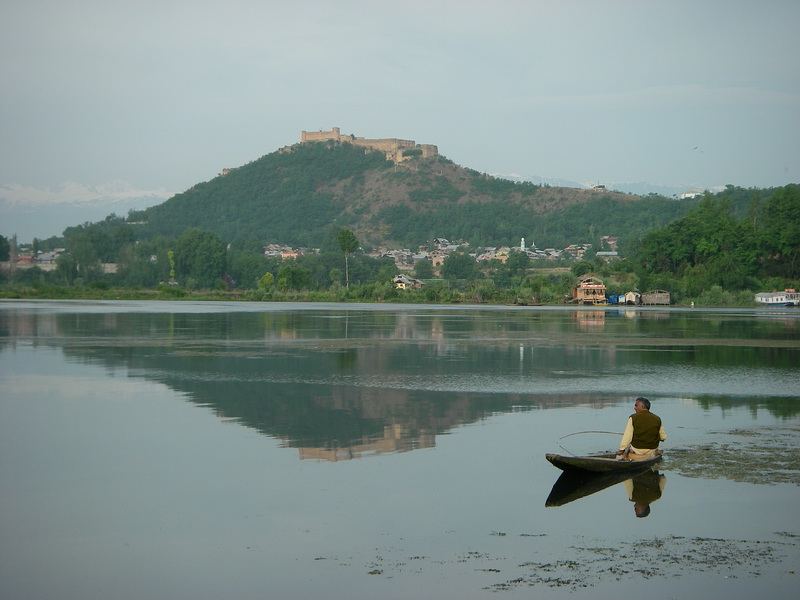
Le lac Nagin et sur la colline, le fort de Hari Parbat
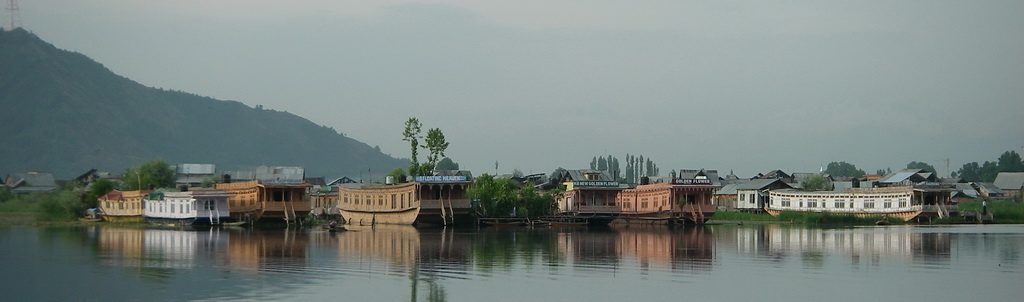
Houseboats sur le lac Nagin
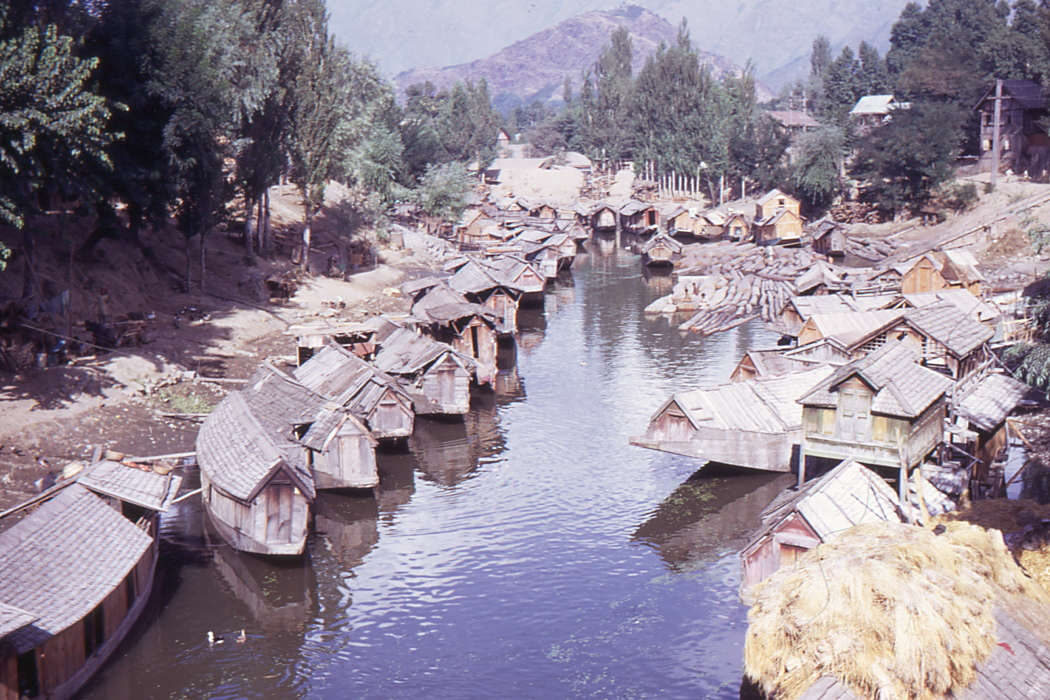
Srinagar, 1969, houseboats populaires sur un bras de la rivière Jhelum
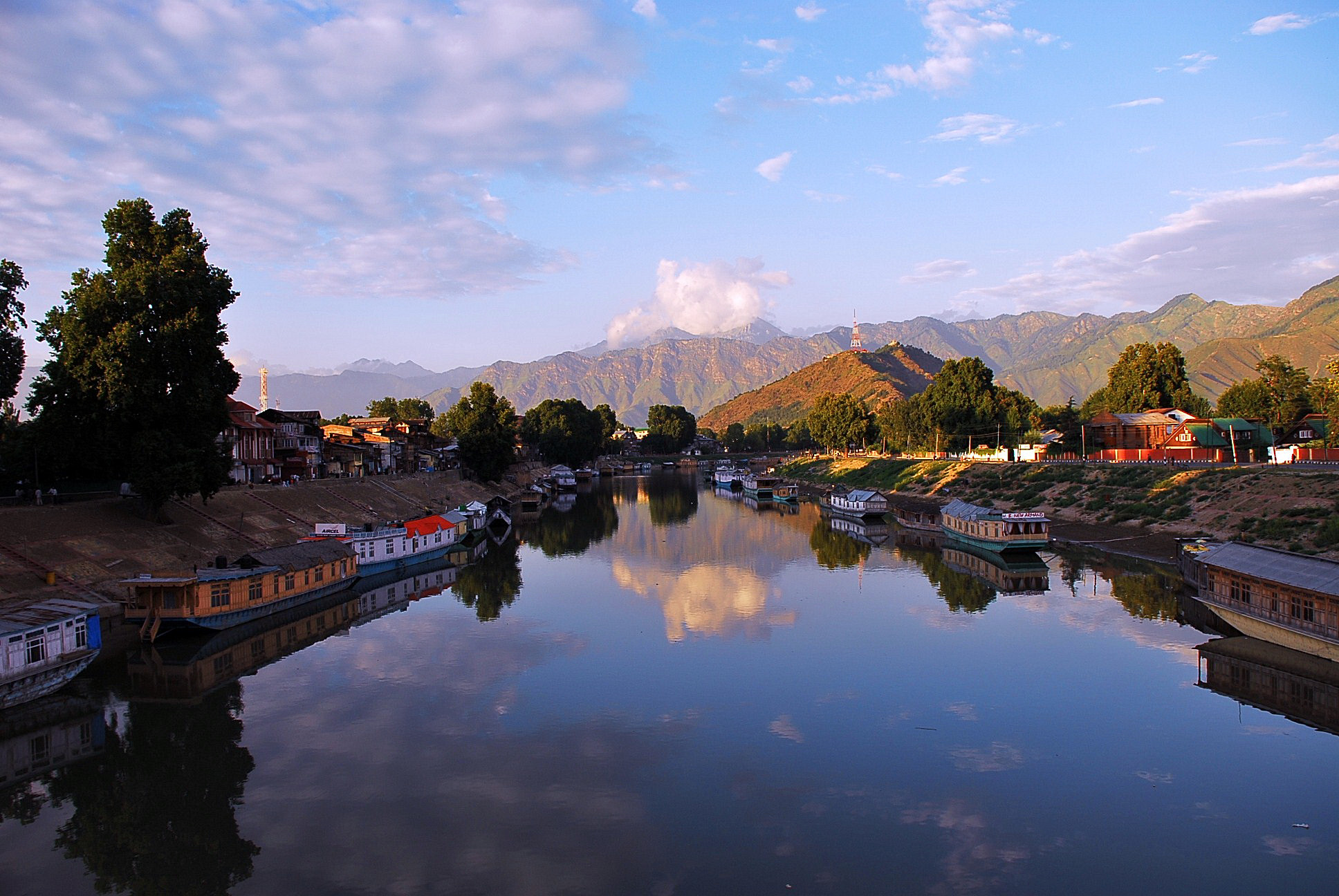
La rivière Jhelum à Srinagar
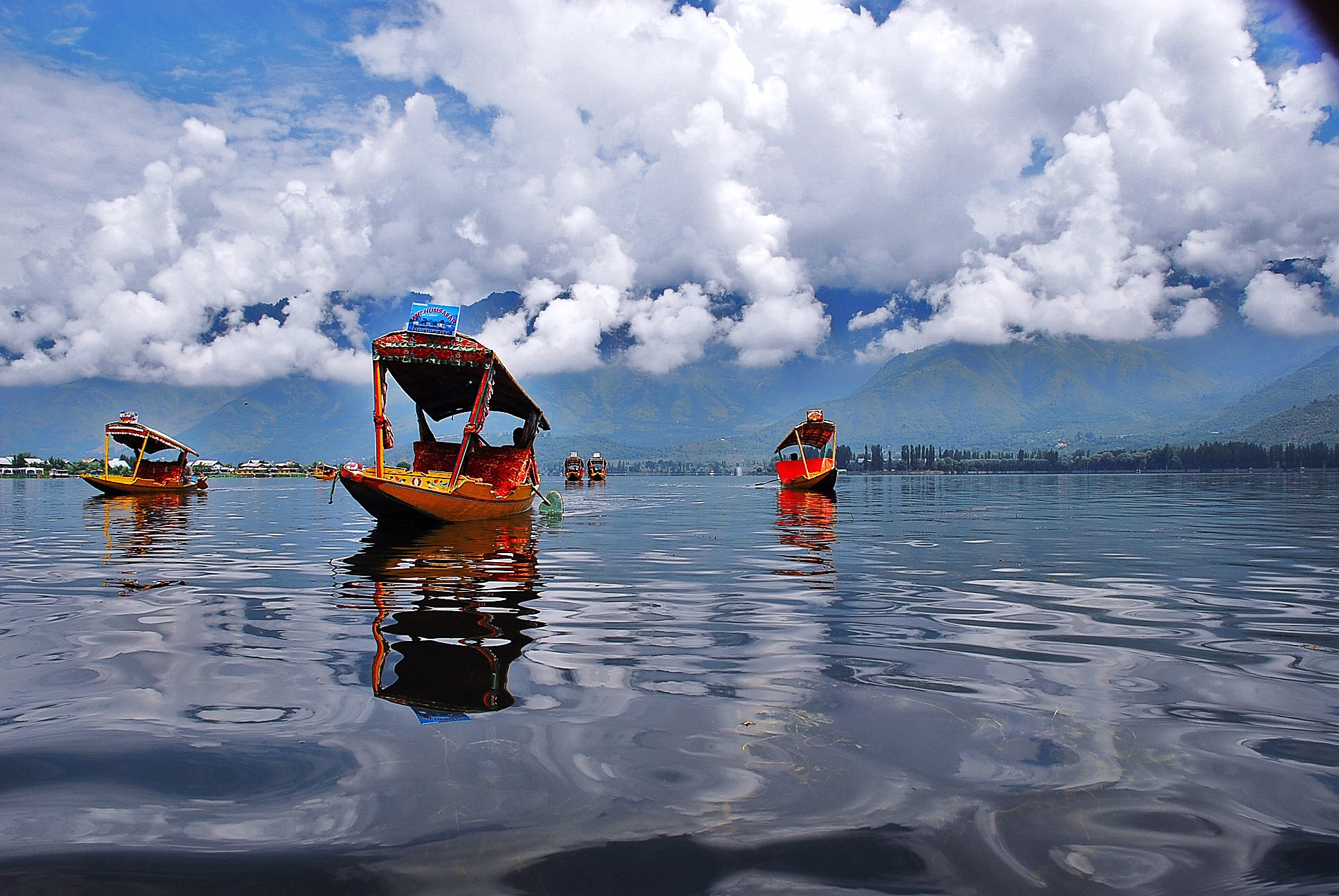
Taxis sur le lac Dal
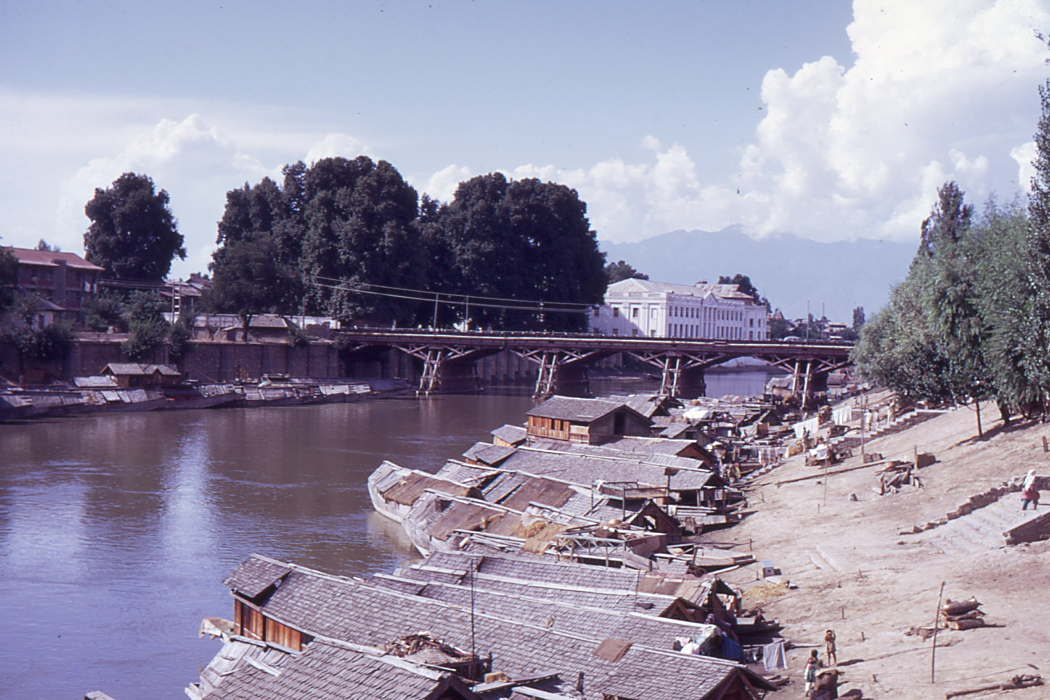
Srinagar (Cachemire), 1969, pont sur la rivière Jhelum.